# Vitoriano
Vitoriano (oficialmente Bitoriano) es un concejo del municipio de Zuya, en la provincia de Álava, País Vasco (España).

## Etimología
Aparece citado como Victoriano en documento de 1089, Victoriam veterem (Vitoria la vieja) en 1199, y Vitoriano en 1257.

## Geografía
Se sitúa a las faldas del Santuario de Nuestra Señora de Oro y del monte Achabal, a 683 metros de altitud.

## Despoblado
Forma parte del concejo el despoblado de:
- Oro.[2]

## Historia
Algunos autores consideran que la ciudad visigoda de Victoriacum, fundada el año 581 por el rey visigodo Leovigildo como celebración de la victoria contra los vascones, estuvo aquí asentada y no en la ciudad de Vitoria, tal como opinan otros. Sin embargo, para la mayoría de los historiadores esta teoría está descartada, ya que se tiene información anterior de Vitoriano, en concreto del año 574, cuando Leovigildo ayuda a sus pobladores a amurallarlo, para defenderlo contra los vascones.

## Demografía
| Gráfica de evolución demográfica de Vitoriano entre 2000 y 2019 |
|                                                                 |
| Población de derecho según los censos de población del INE.     |

## Economía
Actualmente la única actividad económica local de importancia es la ganadería, trabajando la mayor parte de la población fuera de la zona.
En esta zona hubo una explotación minera de lignito, hasta el siglo XX, existiendo en el pueblo una fábrica de cerámica, que usaba como combustible dicho carbón.

## Monumentos
- Santuario de Nuestra Señora de Oro. Se sitúa junto a la cima del monte Achabal, poseyendo una imagen titular románica del siglo XIII, así como un coro renacentista. La misa de su antiquísima Cofradía se celebra el primer domingo de septiembre.
- Iglesia de San Julián y Santa Basilisa. Posee un retablo mayor rococó y bóveda gótica, habiendo sido realizada la torre de la misma en 1753 por León de Echevarría.[4]
- En la actual "casa del alto", que conserva el escudo de los Zárate, existió la torre de Aguirre, originaria del siglo XVIII. Aquí se reunía ocasionalmente la cofradía de los Caballeros Hijosdalgo del Valle de Zuya.
- También existió la torre de Lasarte, habitada por los Eguiluz y luego por los Urbina de Cuartango.

## Fiestas
- 15 de mayo (San Isidro).